# Teekanne (Unternehmen)

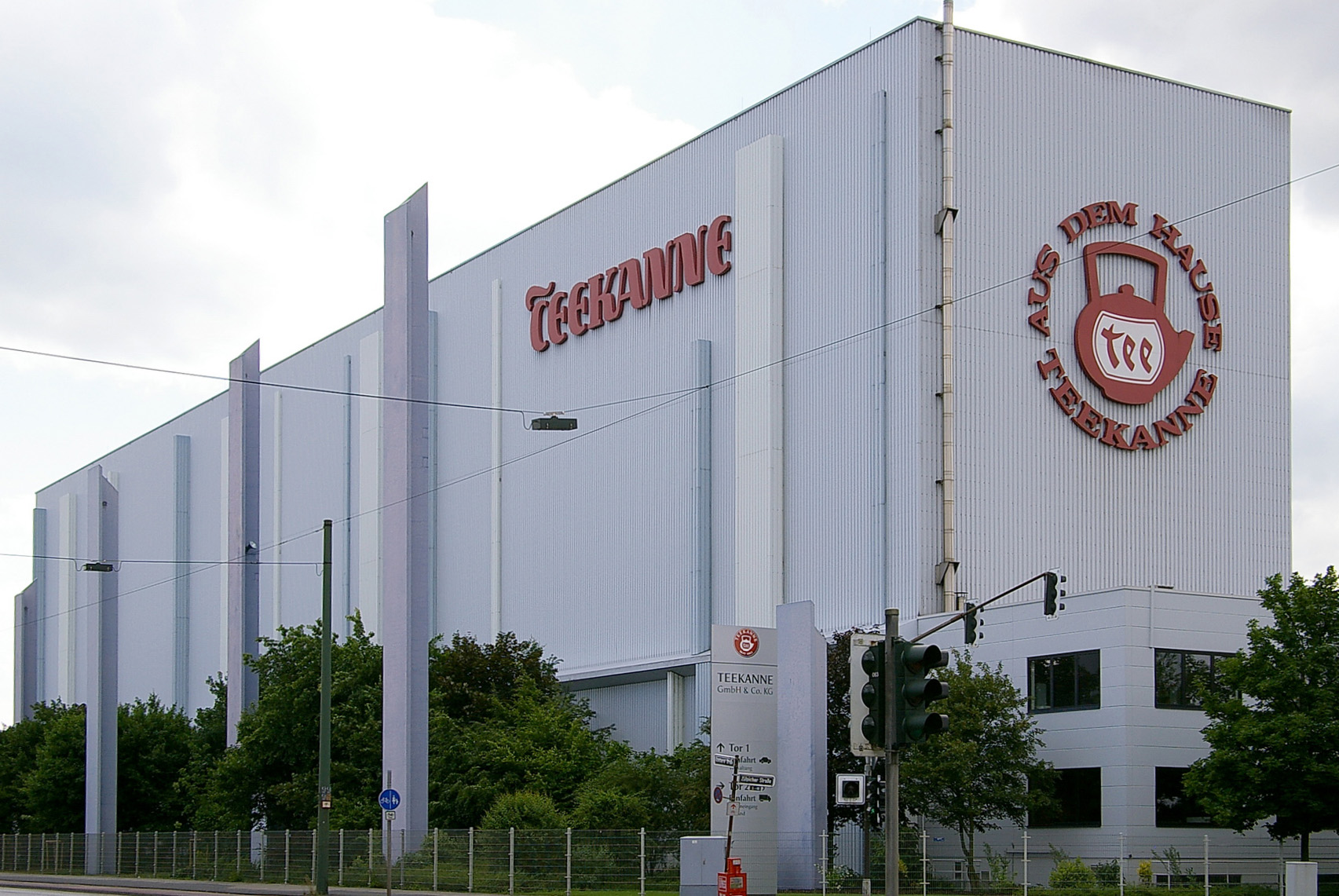
Werk Düsseldorf

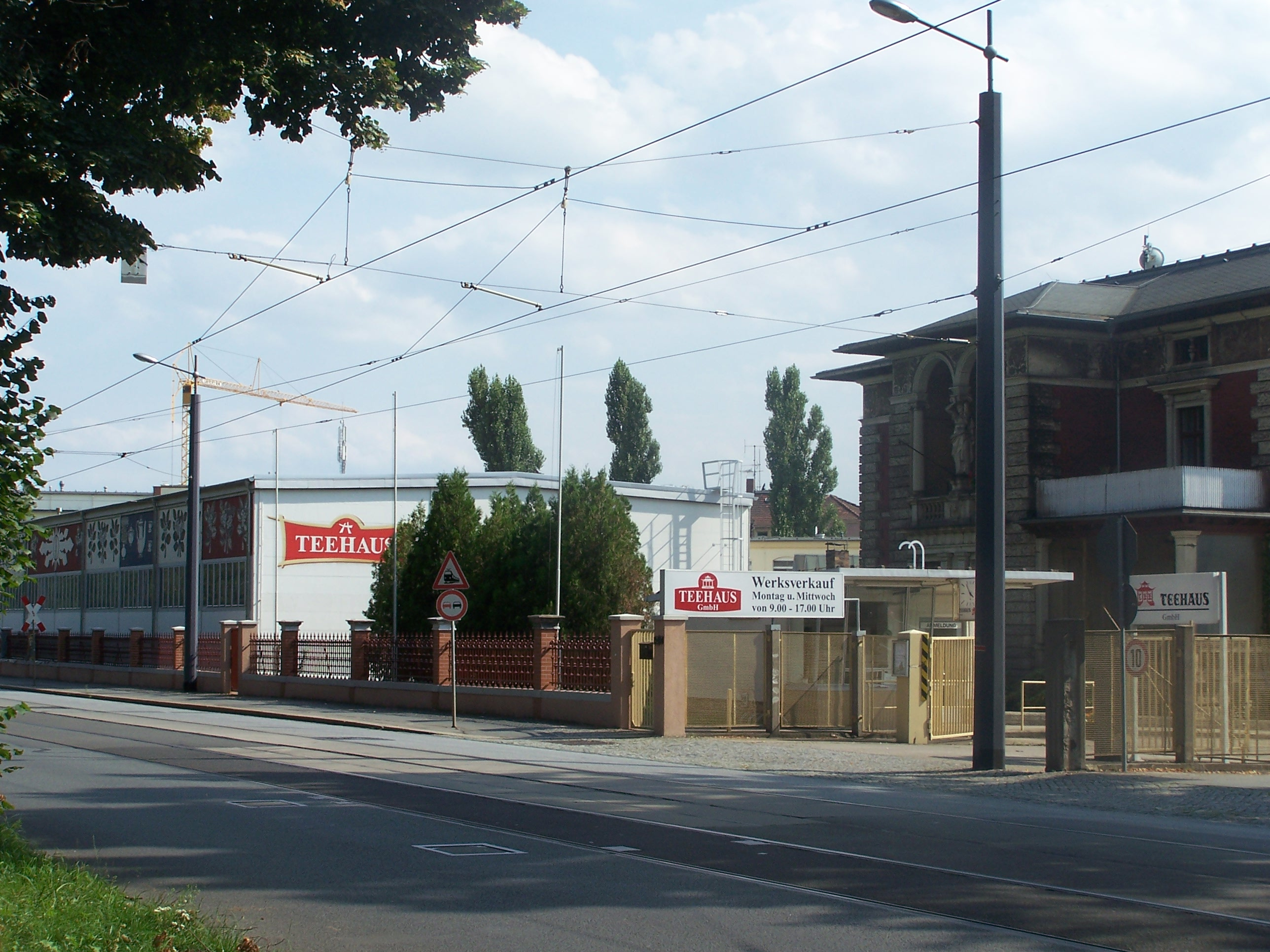
Werk Radebeul

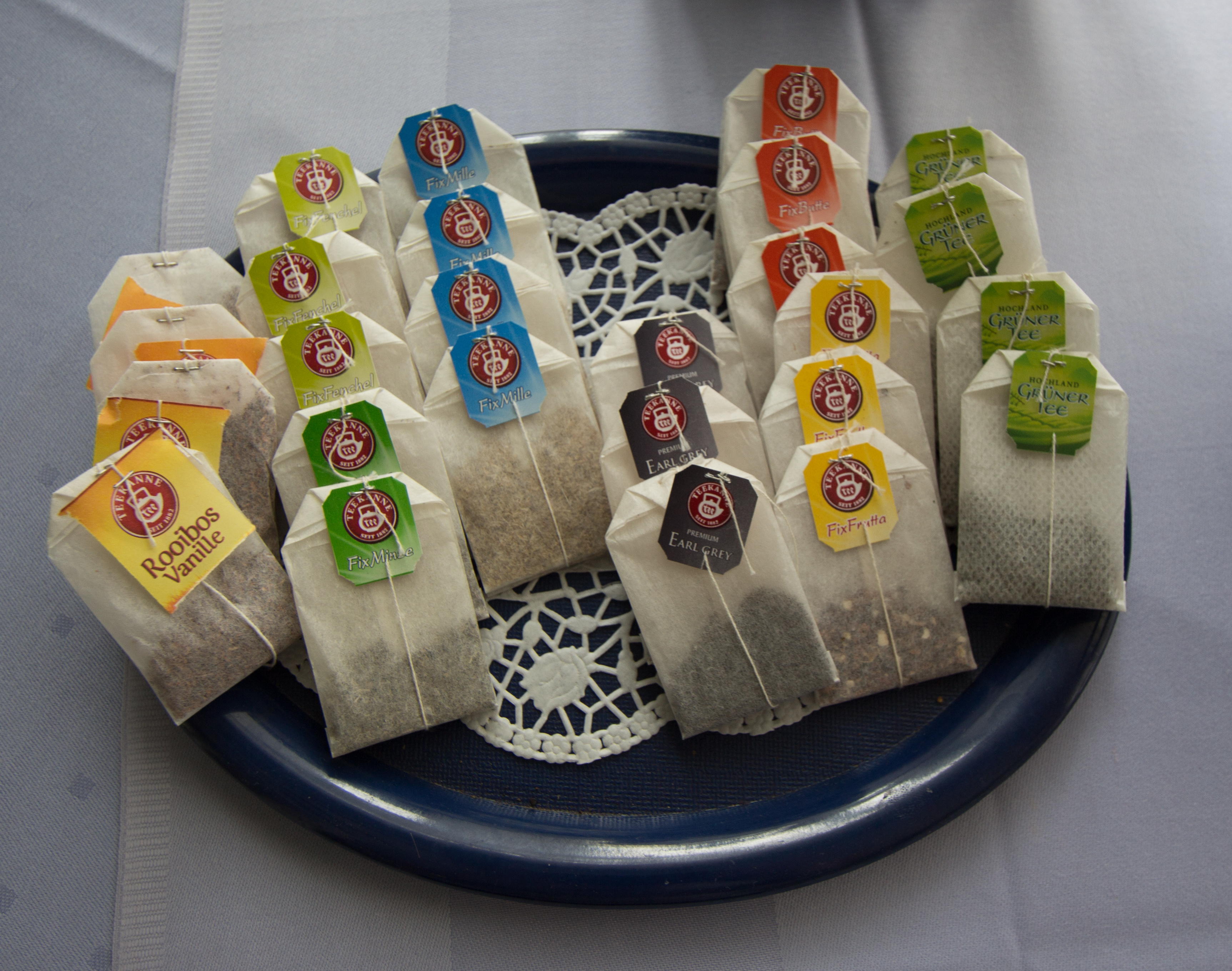
Teebeutel-Sortiment

Das Unternehmen Teekanne GmbH & Co. KG ist ein deutsches Teehandelsunternehmen, das erstmals abgepackte Teemischungen in gleichbleibender Qualität als Markenartikel vermarktete. Zudem produziert es Tee in Teebeuteln. Im Jahr 2007 hatte das Familienunternehmen mit Sitz in Düsseldorf weltweit rund 1500 Mitarbeiter und Produktionsstätten und Niederlassungen in acht Ländern. Jährlich werden 7,5 Milliarden Teebeutel hergestellt (Stand 2007). Seit Oktober 2014 hat Teekanne auch eine Teekapsel-Maschine sowie die dazugehörigen Kapseln im Programm. Die Teekanne GmbH & Co. KG ist eine der operativ tätigen 100%igen Tochtergesellschaften des Mutterunternehmens Teekanne Holding GmbH & Co. KG.

## Geschichte
Das Stammhaus der Teekanne GmbH wurde am 16. Juli 1882 in Dresden als Teeladen für „Japan- und Chinawaren sowie Thee“ unter dem Namen R. Seelig & Hille gegründet. 1888 sicherte sich das Unternehmen den Namen Teekanne – in damaliger Schreibung Theekanne – als Schutzmarke. Die Marke Teekanne besteht bis heute und ist mit der Registrierungsnummer 6541 eines der ältesten deutschen Warenzeichen.
1892 wurde das Unternehmen von den Mitarbeitern Ernst Rudolf Anders und Eugen Nissle aufgekauft und befindet sich seitdem in Familienbesitz. Die beiden Unternehmer verkauften in Deutschland in größerem Umfang fertig gemischten und abgepackten Tee. Der Komponist Karl Alfredy schrieb für die Marke das „Javalied ‚Ich laß mich gar zu gerne‘ (Tempo di Mazurka)“.
1913 wurden die Marken Teefix und Pompadour angemeldet und warenzeichenrechtlich geschützt. Die ersten Teeaufgussbeutel kamen 1929 auf den Markt. Das Unternehmen vertrieb in dieser Zeit auch eine von Adolf Rambold entwickelte Teebeutelpackmaschine.
Nach dem Tod von Ernst Rudolf Anders durch den Absturz der LZ 129 „Hindenburg“ im Mai 1937 übernahm dessen Sohn Rolf Anders zusammen mit Johannes Nissle als zweite Generation die Unternehmensleitung. Am 13. Februar 1945 wurde durch die Luftangriffe auf Dresden das Stammwerk schwer beschädigt.
Während das Unternehmen nach der Enteignung 1946 von den Inhaberfamilien erst in Viersen und später in Düsseldorf weitergeführt wurde, verlagerten die Behörden in Sachsen das enteignete Stammhaus von Dresden nach Radebeul auf das Gelände der Otto E. Weber GmbH. 1952 wurde die enteignete Otto E. Weber GmbH mit der benachbarten Tee-Fabrik zum VEB Kaffee-Weber - Teekanne vereinigt und später in VEB Kaffee und Tee Radebeul umbenannt.
Es wurde nach der Wiedervereinigung Deutschlands reprivatisiert und 1991 als Teehaus GmbH von Teekanne übernommen. Um die Marke Goldteefix im Fernsehen zu bewerben, wurde 1977 unter dem Titel Wenn der Teekessel singt der Song Father and Son von Cat Stevens umgetextet und neu aufgenommen.
In Österreich wurde Teekanne 1951 in Salzburg mit eigener Produktion gegründet. 1996 übernahm die Niederlassung die Marke Kandisin, eine in Österreich bekannte Süßstoffmarke. Seit 1982 darf die dortige Niederlassung aufgrund der staatlichen Auszeichnung das Bundeswappen im Geschäftsverkehr führen.
2004 wurden die Teekanne GmbH & Co. KG in Düsseldorf gegründet und hat mehrere Gesellschaften zusammengeführt.
In einem ab 2011 gegen Teekanne geführten Rechtsstreit – das Unternehmen war von der Verbraucherzentrale wegen irreführender Werbung (Abbildung von Früchten) auf der Packung des Früchtetees Felix Himbeer-Vanille Abenteuer verklagt worden – wurde am 2. Dezember 2015 abschließend vom Bundesgerichtshof gegen Teekanne entschieden. Das Unternehmen hatte das Produkt bereits 2012 vom Markt genommen.
Nachdem die baulichen Gegebenheiten am Stammsitz im Düsseldorfer Westen unmittelbar an der Stadtgrenze zu Neuss eine Erweiterung nicht zuließen, wurde 2021 als Erweiterung des Stammsitzes auf Neusser Stadtgebiet ein Hochregallager errichtet.
Seit 2021 werden unter der Marke NamasTee sogenannte „ayurvedische Teespezialitäten“ angeboten.

## Publikationen
- Annette Dubbers: 125 Jahre Teekanne. Teekanne macht den Tee seit 125 Jahren. Hrsg. Teekanne GmbH, Düsseldorf 2007.